# Antônio José Soares de Souza Júnior
Antônio José Soares de Souza Júnior (Paraíba do Sul, RJ, 7 de abril de 1851 — Rio de Janeiro, 5 de fevereiro de 1893), foi um engenheiro, jornalista, teatrólogo, poeta e prosador afro-brasileiro.

## Biografia
Filho de Antônio José Soares de Sousa e de D. Margarida Soares de Sousa, fez o curso da Escola Central, mais tarde Escola Politécnica, do Rio de Janeiro, formando-se em Engenharia.
Fundou o jornal O Agricultor, em sua terra natal. Fez parte da redação do jornal A República e colaborou em A Semana, de Valentim Magalhães e A Vida Moderna, de Artur Azevedo e Luiz Murat, onde publicou diversos contos infantis.
Escreveu contos, obras teatrais, crônicas, poesias, etc. tendo diversas obras publicadas pela Livraria Garnier.
Grande admirador de William Shakespeare, deu a um casal de filhos os nomes de "Romeu" e "Julieta". Escreveu a letra do Hino do estado do Rio de Janeiro em 1889, oferecendo a mesma, em conjunto com o músico João Elias da Cunha ao então governador do estado Francisco Portela.
É o patrono da cadeira 42 da Academia Fluminense de Letras.